# Runtzid

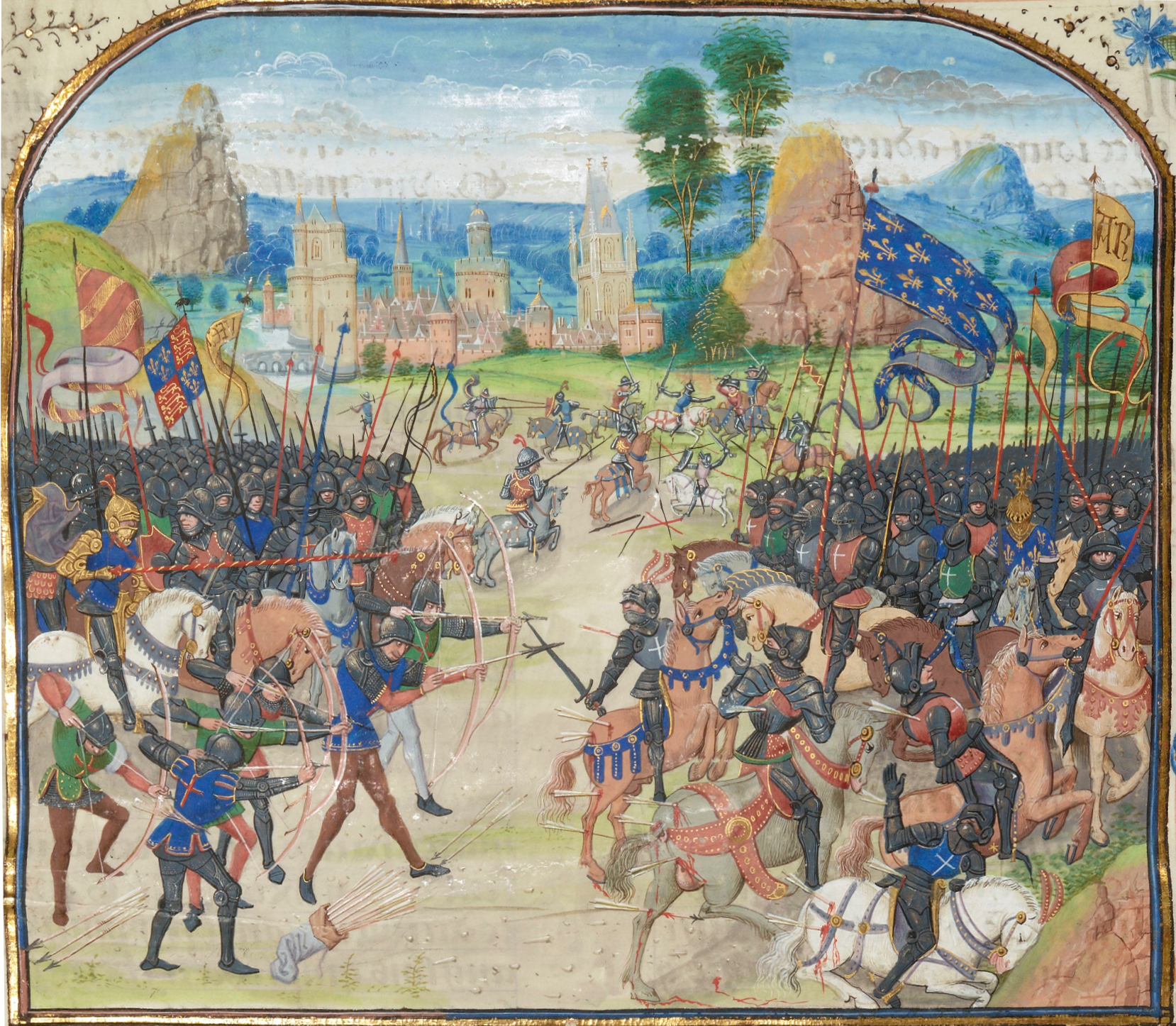
Die Schlacht bei Maupertuis aus dem Jahre 1356. Eine Vielzahl an verschiedenen Pferden ist zu sehen.

Ein Runtzid (englisch Rouncey, Rouncy oder Rounsey, französisch roncin bzw. roussin, italienisch ronzino) war ein während des Mittelalters genutztes, weniger wertvolles Allzweck-Pferd. Der Runtzid wurde hauptsächlich als Last-, Zug- und Packpferd, gelegentlich zum reinen Reiten, aber auch in der Schlacht benutzt.

## Etymologie
Der Terminus „Runtzid“ ist verwandt mit den italienischen Bezeichnungen „ronzone“ und „roncione“, alle leiten sich von altfranzösisch „roncin“ ab, welches wiederum von mittellateinisch „roncinus“, „runcinus“ bzw. „ronzinus“ („Gebirgspferd“, „Klepper“) herrührt.

## Gebrauch in der Kriegskunst
Während der Destrier das bekannteste Pferd des Mittelalters war, war es das unüblichste, Coursers waren die bevorzugten Rösser für die harte Schlacht. Beide waren sie teure, hoch trainierte, von Rittern und Adligen genutzte Exemplare, während Knappen und ärmere Ritter den Runtzid für den Kampf nutzten. Ein betuchter Ritter stellte seinem Gefolge Runtziden zur Verfügung.
Gelegentlich bestimmte die voraussichtliche Art des Kampfes die Wahl des Pferdes; als 1327 ein Aufruf zum Kriege in England ausgesendet wurde, forderte dieser anstatt Destriern ausdrücklich Runtziden für eine schnelle Verfolgung an.